# Joseph Franz Allioli
Joseph Franz Allioli (né à Sulzbach-Rosenberg, en Bavière, le 10 août 1793, mort à Augsbourg, le 22 mai 1873), doyen du chapitre d'Augsbourg, est un exégète catholique allemand. Ses traductions des psaumes en allemand ont été mises en musique par A. Bruckner.

## Biographie
Il étudie la théologie à Landshut, sous J. M. Sailer, et est ordonné prêtre à Ratisbonne, le 11 août 1816. Après deux ans consacrés à l'office divin, il se rend, sur la proposition et aux frais du gouvernement bavarois, à Vienne, où il passe deux ans, et à Rome et à Paris, où il passe un an, qu’il emploie à se perfectionner dans la connaissance des langues orientales. Il entre ainsi en relations avec Hammer, le cardinal Mai et Silvestre de Sacy. De retour en Bavière, il est, au mois d’août 1821, privat-docent ; en 1823, professeur extraordinaire, et enfin, en 1824, professeur ordinaire de langues orientales, d’exégèse et d’archéologie bibliques à Landshut. En 1826, quand l’université est transférée de Landshut à Munich, Allioli part habiter la capitale de la Bavière. Il est recteur de l’Université en 1830. Une infirmité l’oblige à renoncer à l’enseignement. Il devient, en 1835, chanoine de Ratisbonne, et, en 1838, doyen du chapitre d’Augsbourg, dignité qu’il conserve jusqu'à sa mort, en 1873.

## Œuvres
Il publie :
- Aphorismen über den Zusammenhang der heiligen Schrift Alten und Neuen Testaments, aus der Idee des Reichs Gottes, in-8°, Ratisbonne, 1819.
- Ces aphorismes furent suivis, en 1821, des Häusliche Alterthümer der Hebräer nebst biblischer Geographie ;
- Biblische Alterthümer, in-8°, Landshut, 1825 ; nouvelle édition revue en 1844 ;
- Handbuch der biblischen Alterthumskunde, manuel duquel L. C. Grätz a rédigé la partie géographique, et Haneberg, la partie religieuse, 2 in-8°, Landshut, 1843-1841. Ce Manuel est donné comme le complément de la traduction de la Bible de l’auteur :
- Übersetzung der heiligen Schriften Alten und Neuen Testaments, aus der Vulgata, mit Bezug auf den Grundtext, neu übersetzt und mit kurzen Anmerkungen erlaütert. 6 in-8° Nuremberg, 1830-1835. C’est cette traduction qui a fait la réputation d’Allioli. Il la publia pour la première fois en 1830, sur le conseil de J. M. Sailer. Elle ne fut d’abord qu’un remaniement de celle de H. Braun (13 in-8°, Augsbourg, 1788-1805) et de Feder (Die ganze heilige Schrift Alten und Neuen Testaments, 3 in-8°, Nuremberg, 1803). Une quatrième édition parut en 1843, suivie bientôt d’une cinquième et d’une sixième, à laquelle fut ajouté le texte latin de la Vulgate. La traduction allemande d’Allioli est très estimée comme œuvre littéraire : le clergé catholique bavarois l’a adoptée dans une multitude de livres classiques et d’eucologes catholiques.

Les notes qu' Allioli a jointes à son commentaire ont été traduites en français par l’abbé Gimarey, dans son Nouveau commentaire littéral, critique et théologique, avec rapport aux textes primitifs, sur tous les livres des divines Écritures, 10 vol. in-8°, Paris, 1853-1854. Comme le commentaire allemand est assez maigre, le traducteur français y a ajouté des notes nouvelles, qui se sont multipliées avec les éditions successives du Nouveau commentaire.